# Xenia Pauli Jensen
Xenia Pauli Jensen (født 17. oktober 1969 i Gladsaxe) er en dansk arkæolog, der er seniorforsker og museumsinspektør på Moesgaard Museum samt ekspert i kult, krig og kontakter i ældre jernalder. Pauli Jensen er særligt kendt for sit arbejde med jernalderens våbenofringer og krigskult, våbenteknologiens udvikling, forbindelser mellem Sydskandinavien og Romerriget samt udstillingen af Illerup Ådal på Moesgaard Museum. Pauli Jensen har en særlig interesse i at bruge de grundlæggende spørgsmål (hvor, hvornår og hvordan) til at nytolke arkæologiske fund og fundsammenhænge. Hun har især beskæftiget sig med de store våbenofre fra jernalderen, Vimose og Illerup Ådal. Interessen for jernalderens krig og krigsteknologi har fået Pauli Jensen til at undersøge magt og visualisering af magt i andre sammenhænge, f.eks. politisk, religiøst og militært. Hun har også arbejdet med helt nye modeller for hvordan det politiske, religiøse og militære fluktuerer over tid og søgt at finde kontinuitet og brud mellem alliancer i både tid og rum.

## Karriere
Pauli Jensen blev student fra Aurehøj Gymnasiums matematisk-fysiske linje i 1987.
I 1988 begyndte Pauli Jensen at læse forhistorisk arkæologi på Københavns Universitet. Under studietiden var hun en aktiv feltarkæolog på museer over hele landet. I de sidste studieår blev hun knyttet til Tissø-projektet, hvor hun deltog i forskningsgravningerne på vikingetidskongsgården ved Tissø og i en periode stod for den daglige ledelse af udgravningerne. Samarbejdet førte til, at Pauli Jensen blev sparringspartner i Nationalmuseets senere projekt Førkristen Kult. Både Tissø-projektet og Førkristen Kult-projektet var ledet af forskningsprofessor Lars Jørgensen.
I 2002 blev hun cand.phil. i forhistorisk arkæologi fra Københavns Universitet med et speciale om pilespidser i romersk jernalder. Specialet var et typologisk-kronologisk studie, der blev afsluttet med karakteren 13.
I 2002 begyndte Pauli Jensen som videnskabelig medarbejder på særudstillingen Sejrens Triumf på Nationalmuseet. Særudstillingen blev ledet af Lars Jørgensen, og her blev der for første gang samlet både de nordeuropæiske våbenofferfund, de samtidige germanske fyrstegrave og vidnesbyrd om den romerske indflydelse.
I 2008 blev Pauli Jensen ph.d. fra Københavns Universitet i samarbejde med Nationalmuseet.

### Våbenofferfundet fra Vimose
Pauli Jensens ph.d.-afhandling undersøgte ”Våben fra Vimose – Bearbejdning og tolkning af et gammelkendt fund” med Ulla Lund Hansen som hovedvejleder. Her blev Vimosefundet for første gang siden 1869 behandlet som et hele. Pauli Jensen kunne påvise, dels at mosen havde været brugt til ofringer fra bondestenalder til middelalder, dels at der var foretaget otte våbenofringer på stedet indenfor perioden 1-600 e.Kr. Pauli Jensens fokus lå på de ældre våbennedlægninger og de viste en hel anden struktur, end de tidligere kendte. Med forskningen i Vimose demonstrerede Pauli Jensen hvordan de forskellige kontaktområder varierede over tid, og hun tolkede dette som udtryk for skiftende alliancer.

### Jernalderens våbenofferfund
Pauli Jensens speciale om pilespidser markerede startskuddet på årtiers forskning i våbenofferfund fra jernalderen. Særligt fundene fra Illerup Ådal og Vimose blev kernen i Pauli Jensens arbejde. Specialet førte til at Pauli Jensen blev del af Illerup projektet ledet af Jørgen Ilkjær på Moesgaard Museum. I første omgang gennem publiceringen af buer og pile fra Illerup Ådal, som resulterede i adskillelsen af krigs- og jagtpile samt af, at de germanske hæres professionalisering skete gradvist og ikke alle våbentyper blev introduceret og standardiseret på samme tid. Senere blev Pauli Jensen endnu mere involveret i Illerup projektet som fagredaktør på bogseriens afsluttende bind nr. 15 om de ikke-militære småfund. Illerup Ådal er et fund, der bliver ved med at akkumulere nye og spændende resultater, selvom det i øjeblikket ikke er genstand for sit eget projekt.

### Romersk militærudstyr
Pauli Jensens arbejde med våbenofferfundene og med særudstillingen Sejrens Triumf på Nationalmuseet førte til en interesse for romersk militærudstyr. Arbejdet førte blandt andet til en række forskningsartikler og til en nær tilknytning til netværket Roman Military Equipment Studies (RoMEC), der bad Pauli Jensen arrangere den internationale konference, som fandt sted på Nationalmuseet i 2013. Konferencen betød, at forskere i ind- og udland fik øjnene op for hvor meget romersk våbenudstyr, der rent faktisk er i Skandinavien.

### Udvalgte forskningsprojekter
Gennem sin karriere har Pauli Jensen udført en stribe forskningsprojekter. Mange af dem har været præget af tværfaglighed – særligt i samarbejde med naturvidenskab. Herunder opremses udvalgte forskningsprojekter.

#### War Horse
Projektet War Horse afdækkede hvornår og hvordan ridehesten først blev brugt i skandinavisk krigsførelse. Her blev arkæologiske analyser af hesteudstyr fra ældre jernalder kombineret med knoglebestemmelser af heste fra samme periode. Projektet blev støttet af Kulturministeriets forskningspulje i 2019.

#### Brydningstid
I projektet Brydningstid belyste Pauli Jensen jernalderens tidligste våbengrave fra 2. årh. f.Kr. både arkæologisk og metallurgisk. Projektet udsprang af en undren over et markant traditionsbrud, hvor en lille gruppe mennesker pludselig begyndte at fremhæve deres magt og status i gravudstyret omkring 200 f.Kr. Også dette projekt er tværfagligt og inkluderer metallurgiske analyser af våben i gravene. Projektet blev støttet af Kulturministeriets forskningspulje i 2021.

#### Under Pres
Pauli Jensen er kendt for at se jernalderen ud fra andre prismer og vende tidligere tolkninger på hovedet, hvilket førte til det store forskningsprojekt Under Pres, som er et tæt samarbejde mellem Museum Midtjylland, Horsens Museum og Moesgaard Museum med Pauli Jensen som forskningsleder. Under Pres belyser hvordan samfund reagerer, når de udsættes for en markant, udefrakommende militær trussel. I stedet for at se på forbindelserne mellem Romerriget og Nordgermanerne som udelukkende baseret på diplomati og fredelig handel, fokuserer Under pres på nordgermanernes reaktion på Romerrigets ekspansion mod nord, ikke mindst produktionen af råjern til våben. Udgangspunktet er den spektakulære gravplads og landsby ved Hedegård, og de generationer, der blev begravet på det tidspunkt lidt før Kristi fødsel, hvor en stor, befæstet gårdsenhed blev bygget på stedet. Projektet er støttet af Kulturministeriets Forskningspulje og Augustinus Fonden. I forbindelse med forskningsprojektet Under Pres har Pauli Jensen fortalt om krig og krigskult i jernalderen til DR's Hjernekassen på P1 med Peter Lund Madsen. 

### Redaktionelt arbejde
Gennem sin karriere har Pauli Jensen været redaktør på en række bøger og tidsskrifter som:
- Illerupprojektet[1][4]
- Netværket Roman Military Equipment Studies[3][29][30]
- Netværket Smedens Rum, der var et tværfagligt og uformelt netværk med jernproduktion og håndværk i fokus.[31][3]Pauli Jensen er redaktør for det fagfællebedømte tidskrift Danish Journal of Archaeology.[32]

### Arkæologi til folket
Pauli Jensen står bag en lang række populærvidenskabelige artikler og mange foredrag på folkeuniversitetet, i lokale arkæologiforeninger og på højskoler.
Pauli Jensen havde det faglige ansvar for Moesgaard Museums permanente udstilling om det ofrede hærudstyr i Illerup Ådal.
Gennem karrieren har Pauli Jensen også deltaget i flere podcasts:
En podcast om Forlev Nymølle og de i jernalderen så almindelige og ualmindelige moseofre. Det er en del af serien Åstedet - Fortællinger fra Gudenåen fra 2019.
En podcast om våbenofret fra Illerup Ådal. Det er også en del af serien Åstedet - Fortællinger fra Gudenåen fra 2019.
En podcast om forfatteren J.R.R. Tolkien og hans inspiration i jernalderens univers. Denne gang om krig og våben. Podcasten er del af en serie på fem podcasts, der blev lavet i forbindelse med Det Kongelige Teaters forestilling Hobbitten i 2022.

### Medlemskaber
Pauli Jensen er Corresponding member af Deutsches Archäologisches Institut.
Pauli Jensen er også medlem af det overordnede, koordinerende udvalg for International Sachsensymposion – der internationalen Arbeitsgemeinschaft für Sachsenforschung.

### Udmærkelser
- 2016: Erik Westerby-prisens rejselegat.[3][39]
- 2020: Æresmedalje fra Marii Curie-Skłodowskiej universitet i Lublin, Polen.[4][40]